# 荆溪镇 (闽侯县)
荆溪镇是中国福建省福州市闽侯县下辖的一个镇。

## 行政区划
荆溪镇下辖以下地区：
荆溪社区、厚屿社区、古山洲社区、永丰社区、大佳社区、福鼓社区、荷洋村、仁洲村、六垱村、关中村、关西村、埔前村、关东村、关口村、溪下村、港头村、光明村、桐口村和桃田村。

## 特产
桐口村的桐口米粉为中国地理标志产品。